# Лауреаты Премии Правительства Российской Федерации в области образования (1999)
 Лауреаты Премии Правительства Российской Федерации в области образования 1999 года — перечень награждённых правительственной наградой Российской Федерации, присужденной за достижения в образовательной деятельности.
Лауреаты определены Постановлением Правительства РФ от 5 августа 2000 года № 627 на основании предложения Совета по присуждению премий Президента Российской Федерации и премий Правительства Российской Федерации в области образования.

## Лауреаты и другая информация
1. Денисову Игорю Николаевичу, доктору медицинских наук,
профессору, академику Российской академии медицинских наук,
проректору Московской медицинской академии имени И. М. Сеченова,
Иванову Алексею Ивановичу, доктору медицинских наук, профессору
той же академии; Котельникову Геннадию Петровичу, доктору
медицинских наук, профессору, ректору Самарского государственного
медицинского университета, Краснову Александру Федоровичу,
академику Российской академии медицинских наук, Мовшовичу Борису
Львовичу, докторам медицинских наук, профессорам, заведующим
кафедрами того же университета; Галкину Рудольфу Александровичу,
доктору медицинских наук, профессору, начальнику главного
управления здравоохранения администрации Самарской области;
Шаброву Александру Владимировичу, доктору медицинских наук,
профессору, члену-корреспонденту Российской академии медицинских
наук, ректору Санкт-Петербургской государственной медицинской
академии имени И. И. Мечникова, Доценко Михаилу Степановичу,
кандидату медицинских наук, доценту, заведующему курсом той же
академии; Симбирцеву Семену Александровичу, доктору медицинских
наук, профессору, члену-корреспонденту Российской академии
медицинских наук, заведующему кафедрой Санкт-Петербургской
медицинской академии последипломного образования, Гурину Николаю
Николаевичу, доктору медицинских наук, профессору той же
академии, — за разработку и внедрение в практику системы
подготовки врача общей практики (семейного врача) для медицинских
высших учебных заведений.
2. Щербаку Юрию Петровичу, кандидату технических наук,
доценту, ректору Саровского физико-технического института
Московского государственного инженерно-физического института
(технического университета) , Шкарубскому Владимиру Васильевичу,
кандидату физико-математических наук, доценту, декану, Алексееву
Владимиру Васильевичу, кандидату физико-математических наук,
заместителю декана, — работникам того же института, — за создание
учебно-научного центра Министерства Российской Федерации по
атомной энергии, обеспечивающего интеграцию высшего образования и
фундаментальной ядерно-оружейной науки, для военных высших учебных
заведений.
3. Кнорре Дмитрию Георгиевичу, доктору химических наук,
профессору, академику Российской академии наук, главному научному
сотруднику Новосибирского института биоорганической химии
Сибирского отделения Российской академии наук, Мызиной Светлане
Дмитриевне, кандидату химических наук, доценту, старшему научному
сотруднику, ученому секретарю того же института, — за создание
учебника «Биологическая химия» для высших учебных заведений.
4. Шматко Наталии Дмитриевне, кандидату педагогических наук,
старшему научному сотруднику, заведующей лабораторией Института
коррекционной педагогики Российской академии образования;
Пелымской Тамаре Валериевне, кандидату педагогических наук,
учителю-дефектологу школы-интерната для детей с нарушениями речи и
слуха Российской академии образования, — за разработку
методического пособия «Если малыш не слышит» для дошкольных
образовательных учреждений и педагогических высших учебных
заведений.
5. Кравцову Валерию Васильевичу, доктору технических наук,
профессору, ректору Красноярской государственной академии цветных
металлов и золота, Фирюлиной Наталии Вячеславовне, кандидату
технических наук, директору Института экономики и управления
экономическими системами, Осиповой Светлане Ивановне, кандидату
технических наук, доценту, заведующей кафедрой, Гафуровой Наталии
Олеговне, кандидату педагогических наук, доценту, Дулинец Татьяне
Григорьевне, доценту, — работникам той же академии, — за
разработку концепции «Локальные системы непрерывного образования:
педагогическая концепция и феномен практики» для системы
непрерывного образования.
6. Васильеву Владимиру Николаевичу, доктору технических наук,
профессору, ректору Санкт-Петербургского государственного института
точной механики и оптики (технического университета) ; Васенину
Валерию Александровичу, доктору физико-математических наук,
доценту, заместителю проректора Московского государственного
университета имени М. В. Ломоносова; Хоружникову Сергею Эдуардовичу,
кандидату физико-математических наук, доценту, директору
Санкт-Петербургского филиала Республиканского научного центра
компьютерных телекоммуникационных сетей высшей школы, Пахомову
Игорю Сергеевичу, кандидату технических наук, старшему научному
сотруднику, заместителю директора, Гугелю Юрию Викторовичу,
техническому директору, — работникам того же филиала; Подуфалову
Николаю Дмитриевичу, доктору физико-математических наук,
профессору, академику Российской академии образования, начальнику
Департамента культуры, образования и науки Аппарата Правительства
Российской Федерации; Ижванову Юрию Львовичу, кандидату технических
наук, доценту, заместителю директора Государственного
научно-исследовательского института информационных технологий и
телекоммуникаций; Мищенко Сергею Владимировичу, доктору технических
наук, профессору, ректору Тамбовского государственного технического
университета; Смирнову Александру Ильичу, доктору химических наук,
профессору, ректору Иркутского государственного университета;
Суворинову Александру Владимировичу, доктору технических наук,
профессору, заместителю начальника управления Министерства
образования Российской Федерации, — за разработку
научно-организационных основ и создание федеральной университетской
компьютерной сети RUNNet для высших учебных заведений.
7. Элиасберг Наталии Ильиничне, доктору педагогических наук,
профессору, заведующей кафедрой Санкт-Петербургского
государственного университета педагогического мастерства,
Барышникову Евгению Николаевичу, кандидату педагогических наук,
доценту, Лукиной Наталье Петровне, заведующей кабинетом, -
работникам того же университета; Морозовой Светлане Алексеевне,
кандидату педагогических наук, доценту Российского
государственного педагогического университета имени А. И. Герцена, -
за создание научного и учебно-методического комплекса по
этико-правовому образованию для общеобразовательных учреждений.
8. Истоминой-Кастровской Наталии Борисовне, доктору
педагогических наук, профессору, заведующей кафедрой Московского
государственного открытого педагогического университета, — за
создание учебно-методического комплекта пособий по математике для
четырёхлетней начальной школы.
9. Никитину Михаилу Васильевичу, доктору филологических наук,
профессору, заведующему кафедрой Российского государственного
педагогического университета имени А. И. Герцена, — за создание
учебного пособия «Курс лингвистической семантики» для высших
учебных заведений.
10. Аверкину Владимиру Николаевичу, доктору педагогических
наук, доценту, председателю комитета образования администрации
Новгородской области, — за создание монографии «Административное
управление территориальными образовательными системами» для
органов управления образованием субъектов Российской Федерации.
11. Рябову Виктору Васильевичу, доктору исторических наук,
профессору, ректору Московского городского педагогического
университета, Пищулину Николаю Петровичу, доктору философских
наук, профессору, проректору того же университета, — за разработку
и реализацию проекта «Социально-педагогический мониторинг
столичного образования» для образовательных учреждений г. Москвы.
12. Батуеву Александру Сергеевичу, доктору биологических
наук, профессору, заведующему кафедрой Санкт-Петербургского
государственного университета, Ноздрачеву Александру Даниловичу,
доктору биологических наук, академику Российской академии наук,
заведующему кафедрой, Сергееву Борису Федоровичу, доктору
биологических наук, профессору, старшему научному сотруднику, -
работникам того же университета; Орлову Ратмиру Сергеевичу,
доктору медицинских наук, профессору, главному научному сотруднику
Института эволюционной физиологии и биохимии имени И. М. Сеченова
Российской академии наук; Кузьминой Ирине Дмитриевне, учителю
средней школы N 434 г. Москвы, — за создание учебника «Биология.
Человек. 9 класс» для общеобразовательных учреждений.